# 다이버전트 (책 시리즈)
《다이버전트》(영어: Divergent)은 미국의 소설가 베로니카 로스가 발표한 디스토피아 SF 소설 삼부작이다. 《다이버전트》 (2011), 《인서전트》 (2012), 《얼리전트》 (2013)으로 이루어져 있다. 2014년에 발표된 《포》는 남자주인공 포의 관점으로 이루어진 5가지 단편 소설의 모음집이다.